# Transitons de Molines
Les Transitons de Molines-en-Queyras sont des textes manuscrits sous la forme de mémoires ou de journaux de famille, contenant des notes historiques transmises de père en fils dans la vallée du Queyras.
Un exemple de ce type de littérature, les transitons de Pierre Ébren, ont été éditées par l'abbé Guérin en 1890 puis déposées aux archives départementales des Hautes-Alpes.